# Sarah Poewe
Sarah Poewe (* 3. März 1983 in Kapstadt) ist eine ehemalige deutsch-südafrikanische Schwimmerin.

## Sportkarriere
Ihre internationale Sportkarriere begann Sarah Poewe bereits mit 14 Jahren. Bei den Olympischen Sommerspielen 2000 in Sydney belegte sie im Finale über 100 Meter Brust den vierten Platz. Bis zu den Weltmeisterschaften 2001 schwamm sie noch für Südafrika, ab den Europameisterschaften 2002 startete sie für Deutschland. Zu ihren Spezialdisziplinen gehören 50, 100 und 200 Meter Brust. Poewe startete für die SG Bayer Wuppertal/Uerdingen/Dormagen.
2004 gewann sie Bronze bei Olympischen Spielen in Athen (4 × 100 m Lagen). Hierfür erhielt sie am 16. März 2005 das Silberne Lorbeerblatt. In den Folgejahren gehörte sie weiterhin zur Weltspitze und qualifizierte sich für mehrere Weltmeisterschaften und auch für die Olympischen Sommerspiele 2008 in Peking und 2012 in London.
Bei den Deutschen Schwimmmeisterschaften 2011 in Berlin holte sie ihren 16. Titel bei nationalen Meisterschaften. Die 100 Meter Brust schwamm sie in 1:08,69 min und verfehlte damit die Norm (1:07,56 min) für die Schwimmweltmeisterschaften 2011 in Shanghai, wurde aber dennoch nominiert. Dort belegte sie über 100 Meter in 1:08,38 min Rang 12 im Halbfinale.
2012 beendete sie ihre Karriere.

## Privates
Sarah Poewe wuchs in Südafrika auf und trainierte dort im Kapstädter Schwimmklub Vineyard. Sie studierte ab 2002 der University of Georgia in Athens (USA) und erlangte dort einen Abschluss in Kommunikationswissenschaft. Sie lebt in Wuppertal und ist Mutter einer Tochter. 2015 wurde sie als Vizepräsidentin Leistungssport in das Präsidium des Schwimmverbandes Nordrhein-Westfalen gewählt. Seit 2018 ist sie als Nachwuchstrainerin bei ihrem ehemaligen Verein SV Bayer Wuppertal tätig.
Sarah Poewes Mutter ist Jüdin, ihr Vater ein deutscher Protestant. Die Eltern ihrer Mutter stammen aus Litauen und sind vor dem Holocaust nach Südafrika geflüchtet.
Poewe ist die erste Jüdin, die nach den Olympischen Spielen 1936 eine Olympiamedaille für Deutschland holte. 2015 war sie Patin der Schwimmwettbewerbe der 14. Europäischen Makkabi-Spiele.

## Weitere Erfolge
- Kurzbahnweltmeisterschaften 1999 in Hongkong (6. Platz 100 m Brust, 8. Platz 200 m Brust)
- Kurzbahnweltmeisterschaften 2000 in Athen (1. Platz 50 m Brust, 1. Platz 100 m Brust)
- Olympische Sommerspiele 2000 in Sydney (4. Platz 100 m Brust, 6. Platz 200 m Brust)
- Schwimmweltmeisterschaften 2001 in Fukuoka (7. Platz 50 m Brust, 4. Platz 100 m Brust)
- Kurzbahnweltmeisterschaften 2002 in Moskau (2. Platz 100 m Brust)
- Deutsche Schwimmmeisterschaften 2002 in Warendorf (1. Platz 100 m Brust)
- Kurzbahneuropameisterschaften 2002 in Riesa (1. Platz 100 m Brust, 2. Platz 50 m Brust, 200 m Brust und 4 × 50 m Lagenstaffel)
- Schwimmweltmeisterschaften 2003 in Barcelona (7. Platz 50 m Brust, 4. Platz 100 m Brust, 6. Platz 200 m Brust)
- Deutsche Kurzbahnmeisterschaften 2003 in Gelsenkirchen (1. Platz 50 m und 100 m Brust)
- Kurzbahneuropameisterschaften 2003 in Dublin (1. Platz 50 m Brust und 100 m Brust)
- Deutsche Schwimmmeisterschaften 2004 (1. Platz 100 m Brust, 3. Platz 200 m Brust)
- Olympische Sommerspiele 2004 in Athen (5. Platz 100 m Brust und 3. Platz 4 × 100 m Lagenstaffel)
- Kurzbahneuropameisterschaften 2004 in Wien (1. Platz 50 m und 100 m Brust, 3. Platz 200 m Brust)
- Schwimmweltmeisterschaften 2005 in Montreal (7. Platz 100 m Brust und 3. Platz 4 × 100 m Lagenstaffel)
- Schwimmeuropameisterschaften 2006 in Budapest (2. Platz 4 × 100 m Lagenstaffel)
- Kurzbahneuropameisterschaften 2007 in Debrecen (3. Platz 50 m Brust)
- Schwimmweltmeisterschaften 2009 in Rom (3. Platz 4 × 100 m Lagenstaffel mit Europarekord)
- Schwimmeuropameisterschaften 2012 in Debrecen (1. Platz 100 m Brust, 1. Platz 4 × 100 m Lagenstaffel, 3. Platz 200 m Brust)
- Olympische Sommerspiele 2012 in London (12. Platz 100 m Brust, 9. Platz 4 × 100 m Lagenstaffel)

## Rekorde
| Deutsche Rekorde (1)                                 | Deutsche Rekorde (1) | Deutsche Rekorde (1) | Deutsche Rekorde (1) |
| ---------------------------------------------------- | -------------------- | -------------------- | -------------------- |
| 4 × 100 m Lagen (mit Samulski, Mehlhorn und Steffen) | 4:00,72 min          | 1. August 2009       | Rom                  |
| (Stand: 14. April 2025)                              |                      |                      |                      |

## Nachweise
1. ↑  Pressemitteilung des Bundespräsidialamtes vom 16. März 2005 .... Verleihung des Silbernen Lorbeerblattes an die Medaillengewinner der Olympischen und Paralympischen Spiele 2004 ....
2. ↑  Schwimmen: Goldiges Wuppertal-Finale in Berlin (Memento vom 29. April 2015 im Internet Archive), WZ Newsline vom 5. Juni 2011
3. ↑  DSV erhält Verstärkung bei DM in Warendorf: Südafrikas Weltmeisterin Sarah Poewe startet für Wuppertal (Memento des Originals vom 11. April 2012 im Internet Archive)  Info: Der Archivlink wurde automatisch eingesetzt und noch nicht geprüft. Bitte prüfe Original- und Archivlink gemäß Anleitung und entferne dann diesen Hinweis.
4. ↑  Zweite Heimat, erste Wahl. Artikel auf www.wz-newsline.de vom 27. Juli 2012
5. ↑  SV NRW 2015: Schwimmverband NRW e. V. Abgerufen am 7. Mai 2019.
6. ↑  Wuppertaler Rundschau: Schwimmen: Poewe wird Trainerin beim SV Bayer. Abgerufen am 7. Mai 2019.
7. ↑  Dominik Drutschmann: Aufgewachsen zwischen zwei Religionen. In: morgenpost.de. 31. Juli 2015, abgerufen am 11. Februar 2024.
8. ↑   (Seite nicht mehr abrufbar, festgestellt im Februar 2024. Suche in Webarchiven)  Info: Der Link wurde automatisch als defekt markiert. Bitte prüfe den Link gemäß Anleitung und entferne dann diesen Hinweis.
9. ↑  „Aber ich bin doch nichts Besonderes“, juedische-allgemeine.de.
10. ↑   (Seite nicht mehr abrufbar, festgestellt im Februar 2024. Suche in Webarchiven)  Info: Der Link wurde automatisch als defekt markiert. Bitte prüfe den Link gemäß Anleitung und entferne dann diesen Hinweis.